# Yalçınkaya, Patnos
Yalçınkaya là một xã thuộc huyện Patnos, tỉnh Ağrı, Thổ Nhĩ Kỳ. Dân số thời điểm năm 2011 là 1.603 người.